# Courville (Marne)
Courville település Franciaországban, Marne megyében. Lakosainak száma 454 fő (2022. január 1.). Courville Arcis-le-Ponsart, Crugny, Fismes, Magneux, Mont-sur-Courville, Saint-Gilles és Unchair községekkel határos.

## Népesség
A település népességének változása:
| Lakosok száma | 297  | 317  | 358  | 429  | 468  | 465  | 455  | 460  | 466  | 454  |
|               | 1968 | 1982 | 1990 | 2006 | 2013 | 2015 | 2017 | 2019 | 2020 | 2022 |